# National Football League
A National Football League (NFL) a legnagyobb amerikaifutball-szövetség az USA-ban. 1920-ban alakult meg American Professional Football Association néven. Mai nevét 1922. június 24-én vette fel. A világ legnézettebb bajnoksága, 2005-ben az átlagos mérkőzésenkénti nézőszám 67 593 volt, ami 30 000-rel nagyobb, mint a második helyet elfoglaló Bundesligáé volt abban az évben. A bajnokságában 32 csapat vesz részt, melyek két konferencia tagjai, az AFC-é (American Football Conference), és az NFC-é (National Football Conference). A konferenciák további négy-négy csoportra oszlanak, így minden csoportban négy csapat szerepel.
Jelenleg egy szezon 18 hétig tart, melyek alatt minden csapat 17 mérkőzést játszik összesen, minden héten egyet. Az alapszakasz szeptember első hetében csütörtökön kezdődik és december végéig, vagy január elejéig tart. Az alapszakaszt követően minden konferenciából hét-hét csapat játszik a playoffban egyenes kieséses rendszerben és a döntővel, a Super Bowllal ér véget. A döntő helyszínét előre kiválasztják, rendszerint egy NFL csapattal rendelkező város rendezheti meg azt. Az AFC (American Football Conference) és az NFC (National Football Conference) legjobb játékosai a Pro Bowlon mérkőzhetnek meg. Az 1980-tól minden Pro Bowlt Hawaiin tartották, ez alól a 2010-es volt csak kivétel, hiszen, ez alkalommal a floridai Miamiban a Sun Life Stadiumban volt a mérkőzés. A 2010-es nemcsak helyszínében, hanem időpontjában is különbözött az addig megszokotthoz. 2010-ben a Pro Bowl a Super Bowlt megelőző héten tartották.
A világ ötödik legnagyobb nézőszámú profi sportligája.

## Története
A National Football League története 1920-ban kezdődött néhány profi amerikaifutball-liga és független csapatok utódjának megalakulásával az ohiói Cantonban. A liga, melyet alkottak American Professional Football Conference névre hallgatott, mindössze csak egy megegyezés volt, hogy egy bajnokságon belül játszhassanak és bajnokot avathassanak minden szezon végén. A csapatok a ligán kívül is rendezhettek mérkőzéseket. Két évvel később National Football League-re nevezték át a szervezetet. Az 1920-as évekből mindössze két csapat, a Decatur Stalyes (ma Chicago Bears) és a Chicago Cardinals (ma Arizona Cardinals) volt tagja a jelenlegi NFL-nek.
1920 és 1930 között a liga tagsági rendszere fokozatosan hivatalos formát vett fel. Az első hivatalos bajnokságot 1933-ban rendezték meg. Bár az 1930-as évek közepétől nem szerződtettek fekete játékosokat, a második világháborút követően 1946-ban újraegyesítették a ligát. A háborút más változások is követték, például a Major League Baseball rendszeréhez hasonlóan a liga elnöke pozíciót a főbiztos (commissioner) pozíció váltotta fel. A csapatok pénzügyileg életképesebbek lettek. 1958-tól – mikor a bajnoki döntőt az emberiség legjobb mérkőzésének nevezték – az NFL jó úton haladt, hogy az Egyesült Államok legnézettebb sportbajnoksága lehessen.
A rivális szervezetet, az American Football League-et 1959-ben alapították. Nagy sikerének köszönhetően utolérte a korábban alakult NFL-t, ezzel egyesülésre kényszerítve azt. Az egyesülés eredménye egy nagyobb méretű, kiterjedtebb amerikaifutball szövetség lett, melynek évente megrendezett legnagyobb és legnézettebb sporteseménye, döntője a Super Bowl lett. Az 1970-es, ’80-as és ’90-es évek során a liga folyamatosan bővült jelenlegi, 32 csapatos méretéig. A ’90-es években tett megállapodások sorának köszönhetően az NFL lett a legjobban profitáló vezető sportszövetsége.

## Csapatok
| Divízió                      | Csapat                       | Város                        | Stadion                      | Alapítva                     | Csatlakozás                  | Vezetőedző                   |
| American Football Conference | American Football Conference | American Football Conference | American Football Conference | American Football Conference | American Football Conference | American Football Conference |
| ---------------------------- | ---------------------------- | ---------------------------- | ---------------------------- | ---------------------------- | ---------------------------- | ---------------------------- |
| Kelet                        | Buffalo Bills                | Orchard Park, NY             | Highmark Stadion             | 1959                         | 1970                         | Sean McDermott               |
| Kelet                        | Miami Dolphins               | Miami Gardens, FL            | Hard Rock Stadion            | 1966                         | 1970                         | Mike McDaniel                |
| Kelet                        | New England Patriots         | Foxborough, MA               | Gillette Stadion             | 1959                         | 1970                         | Mike Vrabel                  |
| Kelet                        | New York Jets                | East Rutherford, NJ          | MetLife Stadion              | 1960                         | 1970                         | Aaron Glenn                  |
| Észak                        | Baltimore Ravens             | Baltimore, MD                | M&T Bank Stadion             | 1996 3                       | 1996 3                       | John Harbaugh                |
| Észak                        | Cincinnati Bengals           | Cincinnati, OH               | Paycor Stadion               | 1968                         | 1970                         | Zac Taylor                   |
| Észak                        | Cleveland Browns             | Cleveland, OH                | Huntington Bank Field        | 1946                         | 1950 3                       | Kevin Stefanski              |
| Észak                        | Pittsburgh Steelers          | Pittsburgh, PA               | Acrisure Stadion             | 1933                         | 1933                         | Mike Tomlin                  |
| Dél                          | Houston Texans               | Houston, TX                  | NRG Stadion                  | 2002                         | 2002                         | DeMeco Ryans                 |
| Dél                          | Indianapolis Colts           | Indianapolis, IN             | Lucas Oil Stadion            | 1953                         | 1953                         | Shane Steichen               |
| Dél                          | Jacksonville Jaguars         | Jacksonville, FL             | EverBank Stadion             | 1995                         | 1995                         | Liam Coen                    |
| Dél                          | Tennessee Titans             | Nashville, TN                | Nissan Stadion               | 1960                         | 1970                         | Brian Callahan               |
| Nyugat                       | Denver Broncos               | Denver, CO                   | Empower Field at Mile High   | 1960                         | 1970                         | Sean Payton                  |
| Nyugat                       | Kansas City Chiefs           | Kansas City, MO              | Arrowhead Stadion            | 1960                         | 1970                         | Andy Reid                    |
| Nyugat                       | Las Vegas Raiders            | Paradise, Ne                 | Allegiant Stadion            | 1960                         | 1970                         | Pete Carroll                 |
| Nyugat                       | Los Angeles Chargers         | Los Angeles, LA              | SoFi Stadion                 | 1960                         | 1970                         | Jim Harbaugh                 |
| National Football Conference |                              |                              |                              |                              |                              |                              |
| Kelet                        | Dallas Cowboys               | Arlington, TX                | AT&T Stadion                 | 1960                         | 1960                         | Brian Schottenheimer         |
| Kelet                        | New York Giants              | East Rutherford, NJ          | MetLife Stadion              | 1925                         | 1925                         | Brian Daboll                 |
| Kelet                        | Philadelphia Eagles          | Philadelphia, PA             | Lincoln Financial Field      | 1933                         | 1933                         | Nick Sirianni                |
| Kelet                        | Washington Commanders        | Landover, MD                 | Northwest Stadion            | 1932                         | 1932                         | Dann Quinn                   |
| Észak                        | Chicago Bears                | Chicago, IL                  | Soldier Field                | 1919                         | 1920                         | Ben Johnson                  |
| Észak                        | Detroit Lions                | Detroit, MI                  | Ford Field                   | 1929                         | 1930                         | Dan Campbell                 |
| Észak                        | Green Bay Packers            | Green Bay, WI                | Lambeau Field                | 1919                         | 1921                         | Matt LaFleur                 |
| Észak                        | Minnesota Vikings            | Minneapolis, MN              | U.S. Bank Stadion            | 1961                         | 1961                         | Kevin O'Connell              |
| Dél                          | Atlanta Falcons              | Atlanta, GA                  | Mercedes-Benz Stadion        | 1966                         | 1966                         | Raheem Morris                |
| Dél                          | Carolina Panthers            | Charlotte, NC                | Bank of America Stadion      | 1995                         | 1995                         | Dave Canales                 |
| Dél                          | New Orleans Saints           | New Orleans, LA              | Caesars Superdome            | 1967                         | 1967                         | Kellen Moore                 |
| Dél                          | Tampa Bay Buccaneers         | Tampa, FL                    | Raymond James Stadion        | 1976                         | 1976                         | Todd Bowles                  |
| Nyugat                       | Arizona Cardinals            | Glendale, AZ                 | State Farm Stadion           | 1898                         | 1920                         | Jonathan Gannon              |
| Nyugat                       | Los Angeles Rams             | Los Angeles, CA              | SoFi Stadion                 | 1936                         | 1937                         | Sean McVay                   |
| Nyugat                       | San Francisco 49ers          | San Francisco, CA            | Levi’s Stadion               | 1946                         | 1950                         | Kyle Shanahan                |
| Nyugat                       | Seattle Seahawks             | Seattle, WA                  | Lumen Field                  | 1976                         | 1976                         | Mike Macdonald               |

## Lebonyolítás
2002-től 2019-ig az NFL-szezonjainak menete a következő volt:
- egy négymérkőzéses előszezon (preseason) augusztus elejétől szeptember elejéig tart
- 17 hetes, 16 mérkőzésből álló alapszakasz, mely szeptembertől december végéig, vagy január elejéig tart
- négy fordulóból álló rájátszás, melyben 12 csapat egyenes kieséses rendszerben játszik a Super Bowlra való jutásért

2020-tól kezdve 14 csapat alkotja a rájátszás mezőnyét, 2021-től 18 hetes, 17 mérkőzésből álló alapszakaszt játszanak.
Az USA-ban tradicionálisan a középiskolai amerikaifutball-mérkőzések péntekenként, az egyetemiek szombatonként és az NFL mérkőzések legtöbbje vasárnaponként kerül megrendezésre. Mivel az NFL-szezonjai hosszabbak az egyetemi futballénál, szombati alapszakasz és playoff mérkőzéseket is beiktatnak a mérkőzésnaptárba. 1970-től az ABC Television elindította a Monday Night Footballt (Hétfő Esti Rangadó), majd 1980-ban a Thursday Night Footballt (Csütörtöki futball).

### Előszezon
Az NFL csapatok nyáron (augusztus végén) a bajnokságra való ráhangolódás érdekében 4 előszezon (pre-season) mérkőzést játszanak, melyek eredménye nem számít bele a „valódi” bajnokságba. Ezeken kívül két, a liga által kiválasztott csapat megmérkőzik a Pro Football Hall of Fame, és az American Bowl mérkőzések keretein belül. Ez utóbbit az USA területén kívül játsszák, hogy nemzetközileg is népszerűsítsék az amerikaifutballt. Így a csapatok, amelyek ezeken a mérkőzéseken játszanak, a 4 helyett 5 előszezon meccset játszanak le.
Sokan nem kedvelik ezeket a mérkőzéseket, mert a tétnélküliség miatt a csapatok a sztárjaikat gyakran csak egy-két negyed erejéig szerepeltetik. A másik ok az, hogy a bérleteseknek is meg kell venniük a jegyet ezekre a meccsekre. Emiatt több pert is indítottak a 70-es években.

### Alapszakasz

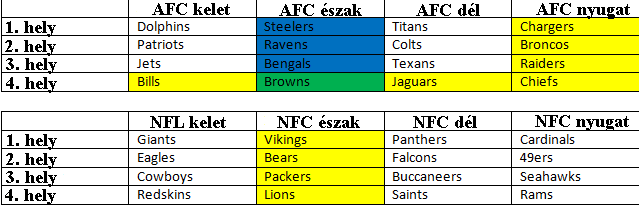
A kép bemutatja az alapszakasz menetét a Browns csapaton keresztül. Ebben a feltételezett mérkőzési naptárban a Browns a kékkel jelölt csapatokkal kétszer, a sárgával jelöltekkel egyszer játszik, ez összesen 16 mérkőzést tesz ki.

Az NFL alapszakasza a munka ünnepe utáni első hétvégén, a Kickoff Game-mel kezdődik, mely az USA-ban szeptember 4. és 10. között van. Az alapszakasz 17 hétig tart, de néhány fordulóban vannak szabadnapos csapatok, így mindegyikük 16 mérkőzést játszik. A mérkőzések zömét vasárnap játsszák, de az alapszakasz vége felé az utolsó két-három fordulóban szombaton is játszanak meccseket. A Dallas Cowboys, és a Detroit Lions hálaadás napján is szokott játszani.
2002 óta a szezon első mérkőzését a nyitó hétvégét megelőző csütörtökön játsszák le.
- Mindenki kétszer játszik a saját csoportjában lévőkkel, egyszer otthon, egyszer idegenben. (6 mérkőzés)
- A saját konferenciájában, de más csoportban lévő 4 csapattal játszik minden csapat, kettőt otthon, kettőt idegenben. Ez egy hároméves ciklusban valósul meg, minden évben 4 másik csapat kerül sorra. Így 3 éven belül mindenki játszik mindenkivel a saját konferenciájában. (4 mérkőzés)
- A másik konferenciából is egy csoportban lévő 4 csapattal játszik minden csapat, így ez a rész négyéves ciklusban valósul meg (4 mérkőzés)
- Minden csapat két meccset játszik a saját konferenciájában lévő csapatokkal az előző évi eredmények alapján. Eszerint a csoportelsők azzal a két csoportelsővel játszanak, akikkel amúgy nem játszanának. A csoportmásodikok, -harmadikok, illetve -negyedikek párosítása is ugyanilyen. (2 mérkőzés)

Ez a formula, bár első ránézésre bonyolultnak tűnik, rendkívül sikeres, mivel 14 állandó ellenfele van minden csapatnak, így rivalizálások alakulnak ki, és a régieket is életben tartja (például a Vikings-Packers ellentét). A rendszer alapján minden csapat legalább kétszer mérkőzött mindenki mással 2002 és 2009 között, egyszer otthon, egyszer idegenben.
2021-től kezdve plusz egy mérkőzést játszik minden csapat az alapszakaszban. Minden csapat a másik konferencia együttesével játszik. Az AFC és az NFC Keleti csoportjának csapatai egymással vívnak meg, s ugyanez igaz a Déli négyesekre is. Az AFC Észak az NFC Nyugattal, az AFC Nyugat az NFC Északkal kerül szembe, és itt is olyan együttessel játszik mindegyik csapat, amelyik egy idénnyel korábban a másik csoportban ugyanazon a helyen végzett.
2006-ban a liga bevezette az ún. „rugalmas-beosztás” rendszerét, ami az utolsó 7 hétre érvényes. Ez azt jelenti, hogy 12 nappal a forduló előtt az NFL egy mérkőzést főműsoridőre tehet, nyilván a legjobban várt, vagy leginkább sorsdöntő csatát (a rájátszás szempontjából). Az utolsó fordulóban ezt 6 nappal vasárnap előtt megtehetik.

### Rájátszás
A 2020-as szezontól mindkét főcsoportból (konferenciából) hét-hét csapat jut be az egyenes kieséses rendszerű rájátszásba, az alapszakaszbeli győzelem–döntetlen–vereség mutatók alapján. Holtverseny esetén külön szabályok határozzák meg a sorrendet. Minden csoportgyőztes továbbjut, illetve mindkét konferenciából a három legjobb nem csoportelső (ők a wild card továbbjutók). Az alapszakaszban elért eredményeik alapján a továbbjutókat rangsorolják, az 5., 6. és 7. kiemeltek mindig a wild card-csapatok, még akkor is, ha jobb a teljesítményük, mint egy csoportgyőztesé.
A legmagasabb kiemelt mindig a legalacsonyabb kiemelttel játszik a rájátszás során, és mindig a magasabb kiemelt játszhat hazai pályán. A rájátszás első köre a Wild Card-forduló, ekkor a második a hetedik kiemelttel, a harmadik a hatodik kiemelttel valamint a negyedik az ötödik kiemelttel játszik. A konferencia győztesek szabadnaposak, ők automatikusan a következő, konferencia-elődöntőben kezdenek. Az innen továbbjutó csapatok a konferenciadöntőben mérkőznek meg egymással. A rájátszást a Super Bowl zárja, amelyen a két főcsoport győztese vesz részt. A Super Bowl győztese lesz a NFL bajnoka. A Super Bowlt előre meghatározott helyszínen játsszák.
A rendszer kritikusai sokszor annak igazságtalanságát emlegetik, mivel nem az alapszakaszbeli teljesítmény, hanem a csoportgyőzelem a rangsoroló tényező. Így előfordul sokszor, hogy egy jobb győzelem-vereség mutatóval rendelkező csapat, mivel csoportjában csak második lett, idegenben kénytelen megmérkőzni egy nála rosszabbul teljesítő csoportelsővel.

## A draft
A draft egy évente megrendezett esemény, mely során az NFL csapatok főként az egyetemek csapataiból választanak ki játékosokat. Először 1936-ban rendezték meg a philadelphiai Ritz-Carlton Hotelben. 1965-től 2014-ig New Yorkban tartották. Ezután változó helyszíneken rendezik meg.

### A draft előtt
A draft előtt tartják az úgynevezett NFL Combine-t, ami egy háromnapos, összetett fizikai, és szellemi erőpróba a draftolandó játékosok számára. Indianapolisban rendezik meg, az RCA Dome-ban. Többek közt 40 yardos sprint, fekvenyomás, magasugrás, távolugrás, doppingteszt, valamint a Wonderlic Test nevet viselő kvázi-IQ-teszt képezi részét a felmérésnek. A részvétel meghívásos alapon működik.
Ezeken a teszteken NFL edzők, klubelnökök, és felderítők figyelik a teljesítményeket. Az esemény széles médiaérdeklődésre tart számot minden évben, amióta 1977-ben először csináltak hasonló erőpróbákat. A játékosok számára ez egy nagyon fontos esemény, nagyban befolyásolja az itt nyújtott teljesítményük a draft-pozíciójukat. Sokszor egy-egy átlagos egyetemi pályafutással rendelkező játékos kerül reflektorfénybe azáltal, hogy az NFL Combine-on remek teljesítményt nyújt. Az ilyen játékosokra használatos az USA-ban a „Workout Warrior” kifejezés.
Az egyetemek külön tartanak úgynevezett Pro Day-eket is, ahol az odajáró játékosok a Combine-ról ismert teszteket hajtják végre. Ezek azért vannak, mert általános a vélekedés, hogy ismerős, megszokott környezetben jobb teljesítményt tudnak nyújtani.

### A draft lefolyása
A jelenlegi rendszer szerint a draft 6 vagy 8 körből áll. Minden csapatnak van egy választása minden körben. Azt, hogy ki hányadiknak választ, az előző bajnokságbeli eredmények határozzák meg. Ezeket az úgynevezett pick-eket cserélgethetik a csapatok játékosokra, vagy más pick-ekre. Ha nincs cserélgetés, akkor a 32. csapat választ elsőnek, a 31. másodiknak, és így tovább, a Super Bowl győzteséé a 32. választás. Az első körben 15 perc áll minden csapat rendelkezésére a választáshoz, a másodikban 10, a harmadiktól kezdve pedig 5. Ha ez idő alatt nem sikerül választaniuk, akkor később bármikor pótolhatják, de meg kell várniuk, míg az aktuális csapat választ.
A drafton túlnyomórészt végzősök vesznek részt, de előfordulnak alsóbb évfolyamba járó, valamint nem egyetemista (például az Arena Football League játékosai) jelentkezők is. Feltétel, hogy csak olyan játékos vehet részt a drafton, aki már legalább három éve kikerült a középiskolából, viszont a magániskolába járó játékosjelölteknek nehezebb bekerülni, ugyanis őket nem draftolják és ezért nem tudják előre a játékos fizikai és egészségügyi adatait.
A draftolt játékosok fizetése nagyban függ attól, hogy hányadikként lettek kiválasztva, valamint a pozíciójuktól (például egy quarterback jóval többet kap, mint egy vele azonos körben választott rúgójátékos).

## Fizetések
1994 óta az NFL-ben a csapatok bérkerete maximálva van (salary cap), ami azt jelenti, hogy a játékosok összfizetése egy csapaton belül nem haladhat meg bizonyos összeget. Ezt az összeget egy bonyolult formula alapján számolják ki, mely az előző évi bevételeken alapul. Ez folyamatosan növekvő tendenciát mutat, 2003-ban 75,082, 2004-ben 80,582, 2005-ben 82,5 millió dollár volt a határ. A 2006-os szezonra ez számottevő növekedést mutatott, 102 millió dollár lett az összeg. A legutóbbi salary cap 2019-ben 188,2 millió dollár, míg 2020-ban 198,2 millió dollár volt.
A rendszernek természetesen megvan az előnye, és a hátránya is. A fő előny elég nyilvánvaló: nem fordulhat elő, hogy a gazdagabb csapatok felvásárolnak rengeteg nagy sztárt, mert egyszerűen nem képesek annyit költeni fizetésekre. Ezáltal fennmarad az egyensúly a csapatok között, nem alakulnak ki tartós egyeduralmak. Jó példa ennek ellenkezőjére a Major League Baseball, az NFL baseball-beli megfelelője, ahol nincs salary cap, és pár csapat, többek között a New York Yankees (198,7 millió dollár a játékosok összfizetése, 78,6 millióval több, mint a második „legköltekezőbb” csapatnál), vagy Boston Red Sox dominálja a ligát.
A kritikusok szerint a bérkeret maximálásának célja elsősorban nem az egyenlő esélyek biztosítása, hanem a csapattulajdonosoknak nagyobb bevételek generálása azáltal, hogy a legjobb játékosoktól elvonják az őket megillető nagyobb jövedelmeket. A dominancia elkerülése szerintük inkább az NFL bevételeinek megosztásának köszönhető a csapatok közt. A másik fő kritika az, hogy tehetséges fiatalok esetleg lemondanak a fociról, és átállnak olyan sportágakra, ahol nincs salary cap, hogy többet tudjanak keresni. Ez utóbbi állítás azért nem állja teljesen a helyét, mert a focihoz való tehetség még egyáltalán nem jelenti azt, hogy más sportban is kiválóság lehet valaki (természetesen voltak/vannak multitehetségek, például Bo Jackson, vagy „Neon” Deion Sanders, akik egyaránt sikeres NFL, és MLB játékosok is voltak).
Mindent összevetve, a rendszer sikeresnek mondható, nem véletlen, hogy az NBA, és 2005-től az NHL is alkalmazza.
Egy NFL játékos minimális fizetése 260 000 dollár az első évében, a másodikban 305 000, majd folyamatosan nő, egészen 765 ezerig 10 év tapasztalat után. Fontos kiemelni a minimális szót, mivel a minimumot a tartalékok közül is csak a leggyengébbek kapják, a többiek ennél lényegesen jobban keresnek, például Donovan McNabb, a Philadelphia Eagles quarterbackje 2002-ben 15 389 225 dollárt keresett mindenféle bónusszal együtt. Azt is érdemes megemlíteni, hogy a legtöbb játékos jóval többet keres szponzori pénzekből, reklámszerződésekből, mint a „rendes” fizetésük által.

## Díjak
- Vince Lombardi-trófea – A Super Bowl győztese kapja
- Lamar Hunt Trophy – Az AFC konferenciagyőztese kapja
- George S. Halas Trophy – Az NFC konferenciagyőztese kapja
- Most Valuable Player – Az NFL legértékesebb játékosa az alapszakaszban
- Coach of the Year – Az NFL legjobb edzője
- Offensive Player of the Year – Az idény legjobb támadójátékosa
- Defensive Player of the Year – Az idény legjobb védekezőjátékosa
- Offensive Rookie of the Year – Az idény legjobb elsőéves támadójátékosa
- Defensive Rookie of the Year – Az idény legjobb elsőéves védekezőjátékosa
- Super Bowl MVP – A Super Bowl legértékesebb játékosa
- NFL Comeback Player of the Year – A legjobb visszatérő (sérülés, vagy egy nagyon gyenge szezon után)
- Walter Payton Man of the Year Award – A pályán kívüli jótékonysági tevékenységet, és a sportbeli teljesítményt egyaránt jutalmazza vele az NFL, amolyan „Jó tanuló, jó sportoló” díj
- Pro Bowl MVP – Az All-Star gála, a Pro Bowl legjobb játékosa kapja

## Főbb rekordok
- Legtöbb touchdown egy karrier alatt: Jerry Rice (208)
- Legtöbb touchdown egy meccs alatt: Ernie Nevers, Dub Jones, Gale Sayers (6)
- Legtöbb futott touchdown egy karrier alatt: Emmitt Smith (164)
- Legtöbb futott touchdown egy meccs alatt: Ernie Nevers, Alvin Kamara (6)
- Legmagasabb passzérték egy karrier alatt (passer rating – passzolási index): Aaron Rodgers (102.6)
- Legmagasabb passzérték egy szezon alatt: Aaron Rodgers (122.5)
- Legtöbb passzolt yard: Tom Brady  (89 214)
- Legtöbb döntő győzelem (nem csak Super Bowl) : Green Bay Packers
- Legtöbb Super Bowl győzelem (nem csak játékosként): Neal Dahlen (7)
- Legtöbb Super Bowl győzelem (csak játékosként) : Tom Brady (7)